# Collegio di City of Durham
City of Durham è un collegio elettorale situato nella contea di Durham, nel Nord Est dell'Inghilterra, e rappresentato alla Camera dei comuni del Parlamento del Regno Unito. Elegge un membro del parlamento con il sistema first-past-the-post, ossia maggioritario a turno unico; l'attuale parlamentare è Mary Kelly Foy del Partito Laburista, che rappresenta il collegio dal 2019.

## Estensione

City of Durham dal 1983 al 2024

- 1918–1950: il Borough di Durham, il distretto urbano di Hetton, il distretto rurale di Durham ad eccezione della parrocchia di Brancepeth, e nel distretto rurale di Houghton-le-Spring le parrocchie di East Rainton, Great Eppleton, Little Eppleton, Moor House, Moorsley e West Rainton.
- 1950–1974: il Borough di Durham, i distretti urbani di Hetton e Spennymoor, e il distretto rurale di Durham.
- 1974–1983: il Borough di Durham and Framwelgate, il distretto rurale di Sedgefield, e il distretto rurale di Durham eccetto la parrocchia di Brancepeth.
- 1983–2024: la Città di Durham.
- dal 2024: i distretti elettorali della contea di Durham di Belmont; Brandon; Deerness; Durham South; Elvet and Gilesgate; Esh and Witton Gilbert; Framwellgate and Newton Hall; Neville's Cross; Sherburn e Willington and Hunwick.[1]

## Membri del parlamento dal 1885
| Elezione | Elezione               | Deputato       | Partito            |
| -------- | ---------------------- | -------------- | ------------------ |
|          | 1885                   | Thomas Milvain | Conservatore       |
|          | 1892                   | Matthew Fowler | Lib Dem            |
|          | 1898 (S)               | Arthur Elliot  | Liberale Unionista |
| 1906     | John Waller Hills      |                | Liberale Unionista |
|          | John Waller Hills      | 1918           | Conservatore       |
|          | 1922                   | Joshua Ritson  | Laburista          |
|          | 1931                   | William McKeag | Lib Dem            |
|          | 1935                   | Joshua Ritson  | Laburista          |
|          | 1945                   | Charles Grey   | Conservatore       |
|          | 1970                   | Mark Hughes    | Laburista          |
| 1987     | Gerry Steinberg        |                | Laburista          |
| 2005     | Roberta Blackman-Woods |                | Laburista          |
| 2019     | Mary Kelly Foy         |                | Laburista          |

## Elezioni

### Elezioni negli anni 2020
| Partito                    | Partito                                | Candidato                  | Risultati 4 luglio 2024 | Risultati 4 luglio 2024 |
| Partito                    | Partito                                | Candidato                  | Voti                    | %                       |
| -------------------------- | -------------------------------------- | -------------------------- | ----------------------- | ----------------------- |
|                            | Laburista                              | Mary Kelly Foy             | 19 131                  | 47,09                   |
|                            | Reform UK                              | Mark Belch                 | 7 374                   | 18,15                   |
|                            | Lib Dem                                | Mark Wilkes                | 5 920                   | 14,57                   |
|                            | Conservatore                           | Luke Holmes                | 5 221                   | 12,85                   |
|                            | Verdi                                  | Jonathan Elmer             | 2 803                   | 6,90                    |
|                            | Social Democratico                     | Sarah Welbourne            | 178                     | 0,44                    |
|                            |                                        |                            |                         |                         |
| Iscritti                   | Iscritti                               | Iscritti                   | 70 582                  | 100,00                  |
| ↳ Votanti (% su iscritti)  | ↳ Votanti (% su iscritti)              | ↳ Votanti (% su iscritti)  | 40 627                  | 57,56                   |
| ↳ Astenuti (% su iscritti) | ↳ Astenuti (% su iscritti)             | ↳ Astenuti (% su iscritti) | 29 955                  | 42,44                   |
|                            |                                        |                            |                         |                         |
|                            | Esito: collegio confermato a Laburista |                            |                         |                         |

### Elezioni negli anni 2010
| Partito                    | Partito                                | Candidato                  | Risultati 12 dicembre 2019 | Risultati 12 dicembre 2019 |
| Partito                    | Partito                                | Candidato                  | Voti                       | %                          |
| -------------------------- | -------------------------------------- | -------------------------- | -------------------------- | -------------------------- |
|                            | Laburista                              | Mary Kelly Foy             | 20 531                     | 42,02                      |
|                            | Conservatore                           | William Morgan             | 15 506                     | 31,74                      |
|                            | Lib Dem                                | Amanda Hopgood             | 7 935                      | 16,24                      |
|                            | Brexit                                 | Lesley Wright              | 3 252                      | 6,66                       |
|                            | Verdi                                  | Jonathan Elmer             | 1 635                      | 3,35                       |
|                            |                                        |                            |                            |                            |
| Iscritti                   | Iscritti                               | Iscritti                   | 71 271                     | 100,00                     |
| ↳ Votanti (% su iscritti)  | ↳ Votanti (% su iscritti)              | ↳ Votanti (% su iscritti)  | 48 859                     | 68,55                      |
| ↳ Astenuti (% su iscritti) | ↳ Astenuti (% su iscritti)             | ↳ Astenuti (% su iscritti) | 22 412                     | 31,45                      |
|                            |                                        |                            |                            |                            |
|                            | Esito: collegio confermato a Laburista |                            |                            |                            |

| Partito                    | Partito                                | Candidato                  | Risultati 8 giugno 2017 | Risultati 8 giugno 2017 |
| Partito                    | Partito                                | Candidato                  | Voti                    | %                       |
| -------------------------- | -------------------------------------- | -------------------------- | ----------------------- | ----------------------- |
|                            | Laburista                              | Roberta Blackman-Woods     | 26 772                  | 55,40                   |
|                            | Conservatore                           | Richard Lawrie             | 14 408                  | 29,82                   |
|                            | Lib Dem                                | Amanda Hopgood             | 4 787                   | 9,91                    |
|                            | UKIP                                   | Malcolm Bint               | 1 116                   | 2,31                    |
|                            | Verdi                                  | Jonathan Elmer             | 797                     | 1,65                    |
|                            | Indipendente                           | Jim Clark                  | 399                     | 0,83                    |
|                            | Young People's                         | Jon Collings               | 45                      | 0,09                    |
|                            |                                        |                            |                         |                         |
| Iscritti                   | Iscritti                               | Iscritti                   | 71 169                  | 100,00                  |
| ↳ Votanti (% su iscritti)  | ↳ Votanti (% su iscritti)              | ↳ Votanti (% su iscritti)  | 48 324                  | 67,90                   |
| ↳ Astenuti (% su iscritti) | ↳ Astenuti (% su iscritti)             | ↳ Astenuti (% su iscritti) | 22 845                  | 32,10                   |
|                            |                                        |                            |                         |                         |
|                            | Esito: collegio confermato a Laburista |                            |                         |                         |

| Partito                    | Partito                                | Candidato                  | Risultati 7 maggio 2015 | Risultati 7 maggio 2015 |
| Partito                    | Partito                                | Candidato                  | Voti                    | %                       |
| -------------------------- | -------------------------------------- | -------------------------- | ----------------------- | ----------------------- |
|                            | Laburista                              | Roberta Blackman-Woods     | 21 596                  | 47,26                   |
|                            | Conservatore                           | Rebecca Coulson            | 10 157                  | 22,23                   |
|                            | UKIP                                   | Liam Clark                 | 5 232                   | 11,45                   |
|                            | Lib Dem                                | Craig Martin               | 5 183                   | 11,34                   |
|                            | Verdi                                  | Jonathan Elmer             | 2 687                   | 5,88                    |
|                            | Indipendente                           | John Marshall              | 649                     | 1,42                    |
|                            | Indipendente                           | Jon Collings               | 195                     | 0,43                    |
|                            |                                        |                            |                         |                         |
| Iscritti                   | Iscritti                               | Iscritti                   | 68 720                  | 100,00                  |
| ↳ Votanti (% su iscritti)  | ↳ Votanti (% su iscritti)              | ↳ Votanti (% su iscritti)  | 45 699                  | 66,50                   |
| ↳ Astenuti (% su iscritti) | ↳ Astenuti (% su iscritti)             | ↳ Astenuti (% su iscritti) | 23 021                  | 33,50                   |
|                            |                                        |                            |                         |                         |
|                            | Esito: collegio confermato a Laburista |                            |                         |                         |

| Partito                    | Partito                                | Candidato                  | Risultati 6 maggio 2010 | Risultati 6 maggio 2010 |
| Partito                    | Partito                                | Candidato                  | Voti                    | %                       |
| -------------------------- | -------------------------------------- | -------------------------- | ----------------------- | ----------------------- |
|                            | Laburista                              | Roberta Blackman-Woods     | 20 496                  | 44,31                   |
|                            | Lib Dem                                | Carol Woods                | 17 429                  | 37,68                   |
|                            | Conservatore                           | Nick Varley                | 6 146                   | 13,29                   |
|                            | BNP                                    | Ralph Musgrave             | 1 153                   | 2,49                    |
|                            | UKIP                                   | Nigel Coghill-Marshall     | 856                     | 1,85                    |
|                            | Indipendente                           | Jon Collings               | 172                     | 0,37                    |
|                            |                                        |                            |                         |                         |
| Iscritti                   | Iscritti                               | Iscritti                   | 68 827                  | 100,00                  |
| ↳ Votanti (% su iscritti)  | ↳ Votanti (% su iscritti)              | ↳ Votanti (% su iscritti)  | 46 252                  | 67,20                   |
| ↳ Astenuti (% su iscritti) | ↳ Astenuti (% su iscritti)             | ↳ Astenuti (% su iscritti) | 22 575                  | 32,80                   |
|                            |                                        |                            |                         |                         |
|                            | Esito: collegio confermato a Laburista |                            |                         |                         |

### Elezioni negli anni 2000
| Partito                    | Partito                                | Candidato                  | Risultati 5 maggio 2005 | Risultati 5 maggio 2005 |
| Partito                    | Partito                                | Candidato                  | Voti                    | %                       |
| -------------------------- | -------------------------------------- | -------------------------- | ----------------------- | ----------------------- |
|                            | Laburista                              | Roberta Blackman-Woods     | 20 928                  | 47,17                   |
|                            | Lib Dem                                | Carol Woods                | 17 654                  | 39,79                   |
|                            | Conservatore                           | Ben Rogers                 | 4 179                   | 9,42                    |
|                            | Veritas                                | Tony Martin                | 1 603                   | 3,61                    |
|                            |                                        |                            |                         |                         |
| Iscritti                   | Iscritti                               | Iscritti                   | 71 439                  | 100,00                  |
| ↳ Votanti (% su iscritti)  | ↳ Votanti (% su iscritti)              | ↳ Votanti (% su iscritti)  | 44 364                  | 62,10                   |
| ↳ Astenuti (% su iscritti) | ↳ Astenuti (% su iscritti)             | ↳ Astenuti (% su iscritti) | 27 075                  | 37,90                   |
|                            |                                        |                            |                         |                         |
|                            | Esito: collegio confermato a Laburista |                            |                         |                         |

| Partito                    | Partito                                | Candidato                  | Risultati 7 giugno 2001 | Risultati 7 giugno 2001 |
| Partito                    | Partito                                | Candidato                  | Voti                    | %                       |
| -------------------------- | -------------------------------------- | -------------------------- | ----------------------- | ----------------------- |
|                            | Laburista                              | Gerry Steinberg            | 23 254                  | 56,05                   |
|                            | Lib Dem                                | Carol Woods                | 9 813                   | 23,65                   |
|                            | Conservatore                           | Nick Cartmell              | 7 167                   | 17,28                   |
|                            | UKIP                                   | Chris Williamson           | 1 252                   | 3,02                    |
|                            |                                        |                            |                         |                         |
| Iscritti                   | Iscritti                               | Iscritti                   | 69 607                  | 100,00                  |
| ↳ Votanti (% su iscritti)  | ↳ Votanti (% su iscritti)              | ↳ Votanti (% su iscritti)  | 41 486                  | 59,60                   |
| ↳ Astenuti (% su iscritti) | ↳ Astenuti (% su iscritti)             | ↳ Astenuti (% su iscritti) | 28 121                  | 40,40                   |
|                            |                                        |                            |                         |                         |
|                            | Esito: collegio confermato a Laburista |                            |                         |                         |

## Risultati dei referendum

### Referendum sulla permanenza del Regno Unito nell'Unione europea del 2016
|             | Collegio       | Lasciare UE % | Rimanere in UE % |
| ----------- | -------------- | ------------- | ---------------- |
|             | City of Durham | 44,3%         | 55,7%            |
|             | Inghilterra    | 53,3%         | 46,7%            |
| Regno Unito | 51,9%          | 48,1%         |                  |